# Panda (série télévisée)
Pour les articles homonymes, voir Panda.
Production
Diffusion
Panda est une série télévisée française réalisée par Nicolas Cuche et Jérémy Mainguy d'après un scénario de Thomas Mansuy et Mathieu Leblanc, et diffusée pour la première fois en Belgique depuis le 22 novembre 2023 sur RTL TVI, en Suisse romande depuis le 28 novembre 2023 sur RTS 1 et en France depuis le 30 novembre 2023 sur TF1.
Cette comédie policière est une coproduction de Superprod Drama et TF1.
Avec une audience de 6,4 millions de téléspectateurs pour le premier épisode, Panda décroche le record de la « meilleure série française en nombre de téléspectateurs depuis avril 2021 » en dehors de la série HPI, selon TF1.

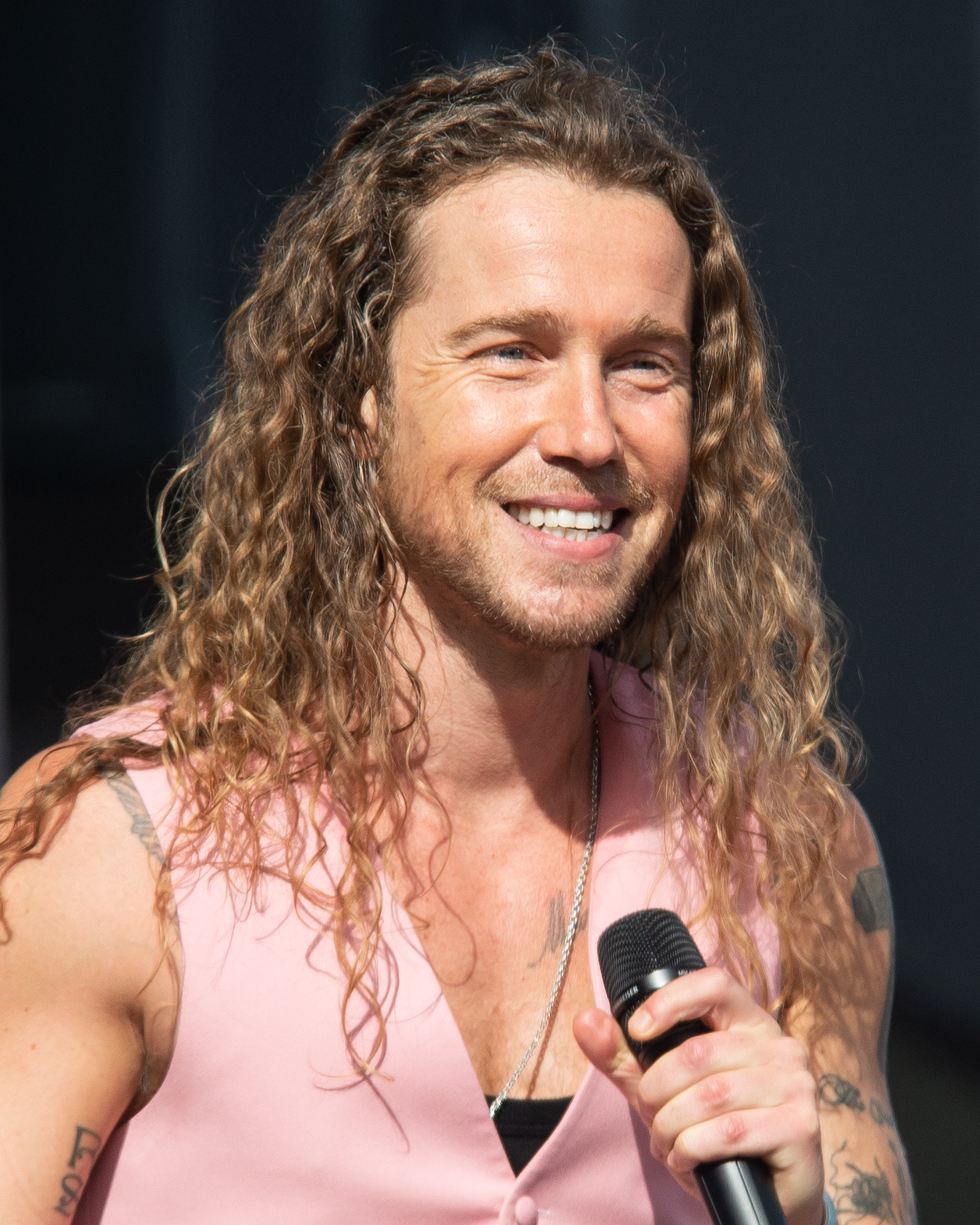
Julien Doré.

## Synopsis
Victor Pandaloni, surnommé Panda, est un ancien policier qui, après une affaire qui a mal tourné, a quitté la police pour vivre en écolo pacifiste dans un coin reculé de Camargue, sans téléphone portable, sans ordinateur et sans voiture.
Il y vit tranquille avec son fils adoptif Roman, un ado de 16 ans, lorsque le hasard amène un délinquant poursuivi par Lola, une jeune policière, à se réfugier chez lui. Panda est contraint de suivre Lola au commissariat, où il découvre que son ancien chef ne l'a en fait pas radié : il est toujours officiellement policier et, un peu contraint et forcé, il accepte de reprendre du service mais à sa manière, sans arme et pas avant 11 heures du matin, car Panda a besoin de beaucoup, beaucoup de sommeil.

## Distribution
- Julien Doré : Victor Pandaloni, surnommé Panda
- Ophélia Kolb : Lola Boskian
- Gustave Kervern : le commissaire Messina
- Hélène Vincent : Thérèse
- Maxence Lapérouse : Stan
- Laure Osseni : Ariane, la légiste
- Mathis Bour : Roman, le fils adoptif de Panda

## Production

### Genèse et développement
Cette comédie policière est une coproduction de Superprod Drama et TF1,, réalisée avec la participation de RTL TVI, de Be-FILMS et de la Radio télévision suisse (RTS) ainsi que le soutien de la région Occitanie.
La série est créée et écrite par Thomas Mansuy et Mathieu Leblanc, avec l'aide de Bastien Dartois, Joseph Lantigny et Agathe Robilliard à l'écriture, et réalisée par Nicolas Cuche (épisodes 1 et 2) et Jérémy Mainguy (épisodes 3 à 6),,,,,,,.
Le titre de la série est un clin d'œil au clip « Coco câline » de Julien Doré, où le chanteur est déguisé en panda.
Thomas Mansuy, l'un des scénaristes de la série, confirme que le rôle de Panda a été taillé sur mesure pour Julien Doré : « Il fallait trouver l'équilibre sans être trop complaisant sur son personnage sur scène. Il fallait lui trouver quelque chose qui pourrait lui aller. Très rapidement, Mathieu Leblanc a rejoint l'aventure et on a construit ça comme ça. C'était vraiment du sur-mesure pour Julien. Il a très rapidement évoqué la Camargue parce que c'est une région qui lui tient à cœur. Il a vraiment nourri le concept ».
Après le succès de la série, dont le premier épisode compte une audience de 7,7 millions de personnes à J+7, Julien Doré se laisse le temps de la réflexion quant à une éventuelle saison 2 : « J'ai besoin d'avoir le retour des gens qui m'aiment, ma famille, mes amis et les gens qui me suivent. De sentir que ce que je propose est respectueux de l'amour et de l'amitié qu'ils me portent. Si je sens qu'ils ont kiffé, je réfléchirai à la suite… ».
Une saison 2 est par la suite mise en production, avec un début de tournage en Camargue le 28 mars 2024,.

### Attribution des rôles
Le rôle-titre est attribué au chanteur Julien Doré qui, assis derrière un bureau et vêtu d'une chemise aux motifs colorés, l'annonce le 2 mai 2023 en postant quelques indices sur son compte Instagram : « Quelque chose se prépare mais Quoi ? », suivi d'un émoji de panda, un post qui est « liké » près de 40 000 fois en quelques heures,,,,,.
Le lendemain 3 mai, Julien Doré publie sur ses réseaux sociaux une vidéo où il est entouré de ses partenaires Ophélia Kolb, Gustave Kervern et Maxence Lapérouse,,.
Ce n'est pas la première fois que Julien Doré est acteur : il a notamment joué son propre rôle dans plusieurs épisodes de la série télévisée Dix pour cent et a joué dans plusieurs longs-métrages comme Ensemble, nous allons vivre une très, très grande histoire d'amour…, Vampires, Pop Redemption et Chez nous c'est trois !,,.
Quand le site d'informations 7sur7 lui demande ce qui l'a poussé à accepter ce projet, Julien Doré répond : « Je marche à l'envie. J'ai cette chance immense de pouvoir choisir de faire ou de ne pas faire les choses qui me sont proposées. C'est un privilège immense. En fait, je ne cours pas après les choses si je n'ai pas de bonnes raisons de les faire. C'est le cas avec la musique aussi, si j'ai envie de faire un nouvel album, ou pas, une tournée… Je peux aussi ajouter à cette liste ma participation une année à The Voice Kids parce que j'en avais envie, parce que ça me faisait plaisir et point barre. Je fonctionne comme ça pour tous mes choix. Avant même que TF1 ne rentre dans la boucle pour diffuser cette série, il y avait simplement une équipe de production et un pitch. Rien n'était écrit. On m'a dit: “Si tu as envie de te lancer avec nous, on y va et on écrit. On va chercher un diffuseur, une chaine télé qui sera intéressée…” C'est de là qu'est partie cette aventure ». Concernant le style de la série, l'acteur commente : « D'habitude, les séries policières sont tellement inspirées des séries policières américaines, que parfois, le voyage de ces codes-là entre les États-Unis et chez nous prend cher à la douane, tu vois. Ici, ok, on est les Experts, mais on est les Experts de Palavas. On joue aux Experts mais, en fait, on est un peu nuls. Et c'est ça qui est cool ».
Quand 7sur7 lui demande si les similitudes entre le personnage de Panda et lui-même sont intentionnelles, il répond : « Je pense que les scénaristes avaient la volonté de faire en sorte que le personnage de Panda ait le même rapport aux choses que moi. Moi aussi, je vis dans un endroit un peu perdu. Moi aussi, j'ai changé de vie. Je vis à la campagne, j'ai cette envie de protéger les animaux, d'observer tout ce qui est beau et qui nous entoure. Tout ça a aidé à nourrir le personnage que les scénaristes étaient en train d'écrire ».
Concernant ses partenaires de jeu, Julien Doré confie : « J'étais ravi de jouer au quotidien avec Ophélia Kolb. C'est vraiment une actrice incroyable. Elle m'a laissé des espaces d'improvisation, elle savait toujours rebondir, sans jamais être affolée. Je rêvais de tourner depuis toujours avec Gustave Kervern et j'étais ravi qu'il accepte d'interpréter le rôle du commissaire. C'était très agréable de tourner avec Hélène Vincent et Maxence Lapérouse. Je suis certain qu'il va être une immense découverte pour les téléspectateurs. Il porte son rôle de flic un peu perché avec tellement d'humour ».

### Tournage
Le tournage de la série se déroule dans le plus grand des secrets à partir du 30 mars 2023,, et il n'est révélé que le 2 mai par Julien Doré sur son compte Instagram,,,.
Comme l'expliquent Télé-Loisirs et le Midi libre, la série a été tournée en de nombreux endroits du Sud de la France, répartis dans les départements des Bouches-du-Rhône, du Gard, de l'Hérault et de l'Aude : les scènes se déroulant à la paillote de Panda ont été tournées à Gruissan, près de Narbonne, le décor du commissariat a été construit dans la mairie de Palavas-les-Flots, les scènes de karaoké ont été tournées dans une boîte de nuit à Vauvert, et des scènes en extérieur ont été filmées dans les salins de Giraud et les Salins d'Aigues-Mortes, dans la manade Lafon à Saint-Nazaire-de-Pézan, ainsi qu'au village naturiste, au Centre international de tennis et dans le parc d'attractions Aqualand du Cap d'Agde,.
Le tournage a laissé quelques souvenirs mémorables à Julien Doré, comme le moment où il devait s'approcher d'un grand chien, ce qui a priori n'aurait pas dû poser problème à l'acteur qui possède deux bergers blancs suisses. Sauf que le chien ne semblait pas vouloir se laisser approcher… « Quand il a à nouveau retroussé les babines au moment où je m'approchais de lui dans la séquence, je me suis dit que c'était mieux de ne pas prendre le risque d'aller plus loin ! ». « J'ai aussi en mémoire la scène d'ouverture où j'enlève un paréo et me retrouve nu. Jouer la comédie ainsi n'est clairement pas évident ! En plus, c'est une scène importante : la rencontre entre Lola et Panda et dans laquelle je devais dans la foulée démonter une arme. J'avais appris le geste avec un cascadeur mais le faire nu tout en jouant, c'était une autre histoire ! ».
Le tournage de la saison 2 débute en Camargue le 28 mars 2024 : les épisodes 1 et 2 sont réalisés par Jérémy Mainguy et les suivants par Xavier de Choudens,.

### Fiche technique
- Titre français : Panda
- Genre : Comédie policière[5],[6],[7],[8],[9]
- Production : Nathalie Laurent[2],[3], Clément Calvet, Jérémie Fajner
- Sociétés de production : Superprod Drama et TF1[2],[3]
- Réalisation :
  - saison 1 : Nicolas Cuche (épisodes 1 et 2) et Jérémy Mainguy (épisodes 3 à 6)[2],[10],[18],[3]
  - saison 2 : Jérémy Mainguy (épisodes 1 et 2) et Xavier de Choudens (épisodes 3 à 6)[14],[15]
- Scénario :
  - saison 1 : Thomas Mansuy et Mathieu Leblanc, avec l'aide de Bastien Dartois, Joseph Lantigny et Agathe Robillard à l'écriture[2],[10],[18],[3]
  - saison 2 : Thomas Mansuy, Mathieu Leblanc, Ariane Zantain, Alexane Andrieu, Maxime Mancha, Judith Godinot, Ludovic Lefebvre et Xavier Steenman[14]
- Musique : Adrien Durand
- Décors : Laurie-Salomé Cubaynes Benzakin
- Costumes : Hyate Luszpinski
- Photographie : Tristan Tortuyaux (épisodes 1 et 2), Vadim Alsayed (épisodes 3/4/5/6)
- Son : Frédéric Mascaras
- Montage : Frédérique Olszak (épisodes 1 et 2), Bertrand Nail et Marie Reglisse Monsimier (épisodes 3/4/5/6)
- Maquillage : Laurence Elliott
- Coiffure : France Rossi
- Pays de production :  France
- Langue originale : français
- Format : couleur
- Nombre de saisons : 2
- Nombre d'épisodes[2],[6] : 12
- Durée : 52 minutes[2],[6],[16],[27],[28]
- Dates de première diffusion :
  - Belgique : 22 novembre 2023 sur RTL TVI[22],[26]
  - Suisse romande : 
    - Saison 1 : 28 novembre 2023 sur RTS 1
    - Saison 2 : 7 janvier 2025 sur RTS 1[29]

  - France : 
    - Saison 1 : 30 novembre 2023 sur TF1[30]
    - Saison 2 : 9 janvier 2025 sur TF1[31]

## Épisodes
Sauf indication contraire, les informations mentionnées dans cette section peuvent être confirmées par la base de données cinématographiques Allociné,  présente dans la section « Liens externes ».

### Première saison (2023)

#### Épisode 1:Retour de karma
- Belgique : 22 novembre 2023 sur RTL TVI
- France : 30 novembre 2023 sur TF1

- Boris Baroux : Arthur Berthelot
- Matthieu Rozé : Frédéric Berthelot
- Cassandra Chevrillot : Amandine Janson
- Frédérique Dufour : Christine Janson

#### Épisode 2:Poly-killer
- Belgique : 22 novembre 2023 sur RTL TVI
- France : 30 novembre 2023 sur TF1

- Vincent Heneine : Eliott, l'ex de Lola
- Nelly Lawson : Chloé
- Thomas Christin : Robin

#### Épisode 3:Démon de minuit
- Belgique : 29 novembre 2023 sur RTL TVI
- France : 7 décembre 2023 sur TF1

- Christian Mazzuchini : Coco, le patron du club de karaoké Hacienda
- Clémentine Poidatz : Nadia, la serveuse
- Roberto Calvet : Florian, le barman
- Lou Bruston : Simon Keller

#### Épisode 4:Mon nom est Panda
- Belgique : 29 novembre 2023 sur RTL TVI
- France : 7 décembre 2023 sur TF1

- Lina Alsayed : Charlie Castan
- Élodie Buisson : Gloria Castan
- Éric Denize : Lancry
- Valentin Villard : Kévin Santucci / Kévin Periat

#### Épisode 5:Panda'Splash
- Belgique : 6 décembre 2023 sur RTL TVI
- France : 14 décembre 2023 sur TF1

- Marc Citti : Sylvain
- Alban Ivanov : Marco Torres

#### Épisode 6:Zéro Zéro Zen
- Belgique : 13 décembre 2023 sur RTL TVI
- France : 14 décembre 2023 sur TF1

- Charlie Dupont : Alban
- Inès Ouchaaou : Kim

### Deuxième saison (2025)

#### Épisode 1:Le chant des sirènes
- Canada: 3 janvier 2025 sur TV5unis en ligne
- Belgique : 8 janvier 2025 sur RTL TVI
- France : 9 janvier 2025 sur TF1

- Laetitia Vercken : Anouk
- Llorys Pahud-Lefranc : Sacha
- Vincent Heneine : Eliott
- Julien Francioli : Vigile
- Anaé Calvo : Lily
- Théo Frilet : Guillaume
- Loris Freeman : Nathan Galois
- Lexie Mermaid : Fanny Galois
- Camille Galiana : Ludivine

#### Épisode 2:Un mariage, un enterrement
- Canada : 3 janvier 2025 sur TV5unis en ligne
- Belgique : 8 janvier 2025 sur RTL TVI
- France : 9 janvier 2025 sur TF1

- Llorys Pahud-Lefranc : Sacha
- Alicia Mathenna : Manon
- Barbara Bolotner : Charlène
- Laura Mathieu : Léa
- Paul Pina : Strip-teaseur indien
- Jean Bard : Patron Stripclub
- Robin Denoyer : Traiteur
- Sarah Amri : Audrey
- Christian Prat : Marcel
- Laura Boujenah : Barbara
- Géraldine Rivière : Réjane
- Bartholomew Boutellis : Jean

#### Épisode 3:Meurtre sur cour
- Canada: 3 janvier 2025 sur TV5unis en ligne
- Belgique : 15 janvier 2025 sur RTL TVI
- France : 16 janvier 2025 sur TF1

- Laetitia Vercken : Anouk
- Llorys Pahud-Lefranc : Sacha
- Vincent Heneine : Eliott
- Julie Vallée : Clara Dubois
- Aymé Medeville : Noé Rameau
- Omar Mebrouk : Jérémie Dubois
- Ferdinand Fortes : Policier
- Joseph Kamel : Policier
- Morgan Riccardo : Dragueur bar
- Olivyer Madonno : Homme école
- Thomas Durand : Thibault Rameau
- Hélène Pequin : Alice Quenard
- Liliane Rovère : Denise Sylvestre
- Lise Laffont : Pauline Rameau
- Pascal Miralles : Gilles Quenard

#### Épisode 4:Panda Horror Show
- Canada: 3 janvier 2025 sur TV5unis en ligne
- Belgique : 15 janvier 2025 sur RTL TVI
- France : 16 janvier 2025 sur TF1

- Laetitia Vercken : Anouk
- Llorys Pahud-Lefranc : Sacha
- Vincent Heneine : Eliott
- Geneviève Lezy : Chauffeur de taxi
- Mélissa Broutin : Isabelle Jouannot
- Teddy Moulin : Lionel Jouannot
- Jean-Louis Garçon : Professeur Roman
- Audrey Perrin : Cassandra Humbert
- Audrey Bourgeois : Élise Humbert
- Inès Saint-Martin : Marianne Humbert
- Madi Belem : Samir
- Enzo Rose : Mehdi
- Hesna Hieda : Théa
- Lou Ladegaillerie : Faustine
- Kelia Millera : Lisa

#### Épisode 5:Rencontre du troisième âge
- Canada: 3 janvier 2025 sur TV5unis en ligne
- Belgique : 22 janvier 2025 sur RTL TVI
- France : 23 janvier 2025 sur TF1

- Laetitia Vercken : Anouk
- Antoine Vansteenskiste : Lucas Mercier
- Richard Guedj : Gérard
- Bernard Ménez : Roberto
- Llorys Pahud-Lefranc : Enfant Panda
- Allison Chassagne : Alix Lefebvre
- Ariane Pirie : Mireille
- Jean-Claude Baudracco : Michel
- Hervé Masquelier : Thierry

#### Épisode 6:Entrée, plat, décès
- Canada: 3 janvier 2025 sur TV5unis en ligne
- Belgique : 22 janvier 2025 sur RTL TVI
- France : 30 janvier 2025 sur TF1

- Laetitia Vercken : Anouk
- Philippe Duquesne : Vivien Saddier / Chef
- Jean-François Malet : José
- Hamzah Raja Mohammad : Patron kebab
- Lily Taïeb : Clémentine Meunier
- Stanislas Carmont : Hubert Andrieu
- Greg Nardella : Tonio

## Audiences et diffusion

### Première saison

#### En Belgique
En Belgique, la première saison est diffusée le mercredi à 20 h 25 sur RTL TVI du 22 novembre au 13 décembre 2023,.
| Épisode              | Diffusion                 | Diffusion            | Audience moyenne          | Audience moyenne | Réf.   |
| Épisode              | Jour                      | Horaire              | Nombre de téléspectateurs | Classement       | Réf.   |
| -------------------- | ------------------------- | -------------------- | ------------------------- | ---------------- | ------ |
| 1                    | Mercredi 22 novembre 2023 | 20 h 25 - 21 h 20    | 364 164                   | 1er              | [ 32 ] |
| 2                    | Mercredi 22 novembre 2023 | 21 h 20 - 22 h 20    | 364 164                   | 1er              | [ 32 ] |
| 3                    | Mercredi 29 novembre 2023 | 20 h 25 - 21 h 20    | 328 836                   | 1er              | [ 33 ] |
| 4                    | Mercredi 29 novembre 2023 | 21 h 20 - 22 h 20    | 328 836                   | 1er              | [ 33 ] |
| 5                    | Mercredi 6 décembre 2023  | 20 h 25 - 21 h 20    | 320 094                   | 1er              | [ 34 ] |
| 6                    | Mercredi 13 décembre 2023 | 20 h 25 - 21 h 20    | 311 108                   | 1er              | [ 35 ] |
|                      |                           |                      |                           |                  |        |
| Moyenne de la saison | Moyenne de la saison      | Moyenne de la saison | 326 817                   | 1er              |        |

- Les plus hauts chiffres d'audience
- Les plus bas chiffres d'audience

#### En France
En France, la première saison est diffusée le jeudi à 21 h 10 sur TF1 par salve de deux épisodes du 30 novembre au 14 décembre 2023.
Avec une audience de 6,4 millions de téléspectateurs pour le premier épisode, Panda décroche le record de la « meilleure série française en nombre de téléspectateurs depuis avril 2021 » en dehors de la série HPI, selon TF1,. En comptant les audiences consolidées, le premier épisode atteint même une audience de 7,7 millions de personnes à J+7.
| Épisode              | Diffusion              | Diffusion            | Audience moyenne          | Audience moyenne                       | Audience moyenne         | Audience moyenne | Réf.   |
| Épisode              | Jour                   | Horaire              | Nombre de téléspectateurs | Part de marché (sur les 4 ans et plus) | Part de marché (FRDA-50) | Classement       | Réf.   |
| -------------------- | ---------------------- | -------------------- | ------------------------- | -------------------------------------- | ------------------------ | ---------------- | ------ |
| 1                    | Jeudi 30 novembre 2023 | 21 h 10 - 22 h 10    | 6 400 000                 | 29,8 %                                 | 38,9 %                   | 1er              | [ 38 ] |
| 2                    | Jeudi 30 novembre 2023 | 22 h 10 - 23 h 00    | 4 700 000                 | 28,2 %                                 | 38,9 %                   | 1er              | [ 38 ] |
| 3                    | Jeudi 7 décembre 2023  | 21 h 10 - 22 h 10    | 4 890 000                 | 24,4 %                                 | 32,2 %                   | 1er              | [ 39 ] |
| 4                    | Jeudi 7 décembre 2023  | 22 h 10 - 23 h 00    | 3 670 000                 | 24,4 %                                 | 32,2 %                   | 1er              | [ 39 ] |
| 5                    | Jeudi 14 décembre 2023 | 21 h 10 - 22 h 10    | 4 600 000                 | 22,8 %                                 | 31,2 %                   | 1er              | [ 40 ] |
| 6                    | Jeudi 14 décembre 2023 | 22 h 10 - 23 h 00    | 3 780 000                 | 23,1 %                                 | 31,2 %                   | 1er              | [ 40 ] |
|                      |                        |                      |                           |                                        |                          |                  |        |
| Moyenne de la saison | Moyenne de la saison   | Moyenne de la saison | 4 670 000                 | 25,5 %                                 | 34,1 %                   |                  | [ 41 ] |

- Les plus hauts chiffres d'audience
- Les plus bas chiffres d'audience

### Deuxième saison

#### En France
En France, la deuxième saison est diffusée le jeudi à 21 h 10 sur TF1 avec 2 salves de deux épisodes les 9 et 16 janvier 2025 et 1 épisode les 23 et 30 janvier 2025.
| Épisode              | Diffusion             | Diffusion            | Audience moyenne          | Audience moyenne                       | Audience moyenne         | Audience moyenne | Réf.   |
| Épisode              | Jour                  | Horaire              | Nombre de téléspectateurs | Part de marché (sur les 4 ans et plus) | Part de marché (FRDA-50) | Classement       | Réf.   |
| -------------------- | --------------------- | -------------------- | ------------------------- | -------------------------------------- | ------------------------ | ---------------- | ------ |
| 1                    | Jeudi 9 janvier 2025  | 21 h 10 - 22 h 10    | 3 560 000                 | 18,8 %                                 | 24 %                     | 1er              | [ 42 ] |
| 2                    | Jeudi 9 janvier 2025  | 22 h 10 - 23 h 15    | 2 820 000                 | 18,8 %                                 | 24 %                     | 1er              | [ 42 ] |
| 3                    | Jeudi 16 janvier 2025 | 21 h 10 - 22 h 10    | 3 710 000                 | 19 %                                   | 21,9 %                   | 1er              | [ 43 ] |
| 4                    | Jeudi 16 janvier 2025 | 22 h 10 - 23 h 10    | 3 010 000                 | 20 %                                   | 21,9 %                   | 1er              | [ 43 ] |
| 5                    | Jeudi 23 janvier 2025 | 21 h 10 - 22 h 05    | 3 310 000                 | 16,7 %                                 | 20,1 %                   | 1er              | [ 44 ] |
| 6                    | Jeudi 30 janvier 2025 | 21 h 10 - 22 h 10    | 3 310 000                 | 17,3 %                                 | 20,5 %                   | 1er              | [ 45 ] |
|                      |                       |                      |                           |                                        |                          |                  |        |
| Moyenne de la saison | Moyenne de la saison  | Moyenne de la saison | 3 290 000                 | 18,4 %                                 | 22,1 %                   | 1er              | [ 46 ] |

- Les plus hauts chiffres d'audience
- Les plus bas chiffres d'audience

## Accueil critique
Pour Télérama, Panda est une comédie policière à base de « calino-thérapie » : « Une révolution baba cool qui fait souffler une légère brise de renouveau sur une antenne consacrée à la fiction familiale. Et qui bénéficie en premier lieu de la cote d'amour de son casting ».
Pour Jennifer Radier du site Allociné, « Cette comédie policière, qui se veut feel good, décalée et décomplexée, mêle tous les codes du genre pour mieux en prendre le contre-pied. Entre duo mal assorti mais qui se complète, humour à foison, répliques cinglantes, résolution d'enquêtes policières à base de câlins et galerie de personnages aussi loufoques qu'attachants, les amateurs devraient trouver leur compte. Et ce d'autant plus que cette nouvelle fiction peut compter sur un Julien Doré qui donne de sa personne pour se mettre dans des situations comiques et cocasses, quitte à oser le ridicule et l'assumer […] Dans ce rôle baba cool, Julien Doré est plutôt bon. Si au départ on peut avoir un peu de mal avec sa manière de jouer, il s'avère très vite que son style colle parfaitement à ce flic pacifiste qui vit en tongs et en chemise à fleurs. Julien Doré s'amuse et son plaisir est communicatif […] Avec une réalisation moderne et une cinématographie qui nous fait voyager au pays des cigales et de l'accent chantant, Panda se démarque par un scénario qui sort des sentiers battus, un humour décalé et un casting haut en couleurs ».